# Burgruine Laudenbach
Die Burgruine Laudenbach ist die Ruine einer Höhenburg auf 210 m ü. NN oberhalb der Kirche des Ortsteils Laudenbach der Stadt Karlstadt im unterfränkischen Landkreis Main-Spessart in Bayern.

## Geschichte
Die Burg wurde um 1150 von den Herren von Hohenlohe erbaut. 1291 verkaufte Elisabeth von Hohenlohe, die Witwe von Gottfried von Hohenlohe, ihren Anteil an der Burg an ihren Schwager Gottfried von Schlüsselberg. Von Gottfried von Schlüsselberg kam dieser Anteil an den Gemahl seiner Tochter Elisabeth, Graf Konrad von Vaihingen. Vgl. Urkunden von 1319, Februar 27 und 1319, März 13.
Die Burg wechselte dann mehrfach die Besitzer, u. a. den Herren von Henneberg und den Grafen von Wertheim, und wurde mehrfach zu Lehen aufgetragen. 1466 kam der Besitz an Eytil Voit von Rieneck, bis sie inzwischen aufgegeben im Jahr 1525 im Deutschen Bauernkrieg zerstört, ausgebrannt und nicht wieder aufgebaut wurde. Als „Wiedergutmachung“ musste von den Bauern nach 1525 das Neue Schloss zur Mainseite aufgebaut werden.
1978 bis 1983 wurde der Obere Turm, im Volksmund „Dicker Turm“ genannt, von der Stadt Karlstadt renoviert, in deren Besitz die Ruine heute ist.

## Beschreibung
Die von Steilabfällen nach Nordost und Südwest geschützte Burg mit vermutlich nordöstlichem Zugang war durch einen Halsgraben vom Berg getrennt. An der Ostseite hinter der Kirche steht ein bergfriedartiger quadratischer 18 Meter hoher und 7 Meter breiter Turm mit Buckelquaderverblendung, der mit der noch teilweise vorhandenen Ringmauer verbunden ist, wo durch ein Loch ein Kellergewölbe sichtbar ist.
Auf einer westlichen höher gelegenen Terrasse befindet sich ein weiterer massiver quadratischer 10 Meter hoher, 7,6 Meter breiter Turm mit Rundbogeneingang, 2 Meter starken Quadermauern und an den Ecken übergreifenden Buckelquadern.
Vor der Hauptburg, zum einst bergseitigen Schutz, liegen die Reste eines dritten Turms. Ein Zwinger aus dem 14. Jahrhundert und zwei in der Zwingermauer eingelassene Halbrundtürme sind noch zu erkennen.
In dem Burghof der sich im Privatbesitz befindenden Burganlage ist ein Schrebergarten angelegt.